# Tiffany Tyrała
Tiffany Tyrała (* 16. Oktober 1984) ist eine frühere polnische Biathletin.
Tiffany Tyrała war für den AZS AWF Katowice aktiv. Ihr internationales Debüt gab sie 2002 bei den Junioren-Europameisterschaften in Kontiolahti und wurde dort 16. des Einzels. Seit 2003 nahm sie am Junioren-Europacup teil. 2004 nahm sie erneut in Minsk an den Junioren-Europameisterschaften teil und wurde 17. des Einzels. Im Sommer startete sie bei den Sommerbiathlon-Weltmeisterschaften der Junioren in Osrblie. Nach einem 29. Rang im Sprint und Platz 21 in der Verfolgung gewann Tyrała an der Seite von Paulina Bobak und Agnieszka Grzybek hinter der Vertretung der Ukraine die Silbermedaille im Staffelrennen. Bei ihren letzten Junioren-Europameisterschaften startete die Polin 2005 in Nowosibirsk, wo sie die Ränge 16 im Sprint und 14 in der Verfolgung belegte. Bei der Junioren-Sommerbiathlon-WM wurde sie Zehnte in Massenstart und Sprint, 15 in der Verfolgung und gewann erneut mit Grzybek und Weronika Nowakowska hinter der Staffel der Ukraine die Silbermedaille.
Seit der Saison 2005/06 nahm Tyrała an Wettkämpfen im Biathlon-Europacup der Frauen teil. In Altenberg gewann sie 2006 als 30. einen ersten Europacup-Punkt. Erstes Großereignis bei den Frauen und zugleich letztes Großereignis der Karriere wurden die Biathlon-Weltmeisterschaften 2006 in Langdorf. Die Polin belegte die Plätze 60 im Einzel, 49 im Sprint und 40 in der Verfolgung. 2007 erreichte sie in Nové Město na Moravě mit Platz zehn im Verfolgungsrennen das einzige Top-Ten-Ergebnis im Europacup. Bei den Polnischen Meisterschaften 2006 und 2007 gewann sie mit der Staffel des AZS AWF Katowice die Titel an der Seite von Bobak, Krystyna Pałka und Grzybek beziehungsweise Nowakowska.